# Robert Kaennorasing
Pour les articles homonymes, voir Kaennorasing.
 (novembre 2023).
La mise en forme du texte ne suit pas les recommandations de Wikipédia : il faut le « wikifier ».
Les points d'amélioration suivants sont les cas les plus fréquents :
- Les titres sont pré-formatés par le logiciel. Ils ne sont ni en capitales, ni en gras.
- Le texte ne doit pas être écrit en capitales (les noms de famille non plus), ni en gras, ni en italique, ni en « petit »…
- Le gras n'est utilisé que pour surligner le titre de l'article dans l'introduction, une seule fois.
- L'italique est rarement utilisé : mots en langue étrangère, titres d'œuvres, noms de bateaux, etc.
- Les citations ne sont pas en italique mais en corps de texte normal. Elles sont entourées par des guillemets français : « et ».
- Les listes à puces sont à éviter, des paragraphes rédigés étant largement préférés. Les tableaux sont à réserver à la présentation de données structurées (résultats, etc.).
- Les appels de note de bas de page (petits chiffres en exposant, introduits par l'outil «  Source ») sont à placer entre la fin de phrase et le point final[comme ça].
- Les liens internes (vers d'autres articles de Wikipédia) sont à choisir avec parcimonie. Créez des liens vers des articles approfondissant le sujet. Les termes génériques sans rapport avec le sujet sont à éviter, ainsi que les répétitions de liens vers un même terme.
- Les liens externes sont à placer uniquement dans une section « Liens externes », à la fin de l'article. Ces liens sont à choisir avec parcimonie suivant les règles définies. Si un lien sert de source à l'article, son insertion dans le texte est à faire par les notes de bas de page.
- La présentation des références doit suivre les conventions bibliographiques. Il est recommandé d'utiliser les modèles {{Ouvrage}}, {{Chapitre}}, {{Article}}, {{Lien web}} et/ou {{Bibliographie}}. Le mode d'édition visuel peut mettre en forme automatiquement les références.
- Insérer une infobox (cadre d'informations à droite) n'est pas obligatoire pour parachever la mise en page.

Pour une aide détaillée, merci de consulter Aide:Wikification.
Si vous pensez que ces points ont été résolus, vous pouvez retirer ce bandeau et améliorer la mise en forme d'un autre article.
 (novembre 2023).
Robert Kaennorasing (thaï : โรเบิร์ต แก่นนรสิงห์) est un combattant Thaï de Muay Thai qui a été champion du Rajadamnern Stadium dans trois catégories de poids différentes et vainqueur de la Isuzu Cup pendant l'âge d'or du Muay Thaï.

## Titres & honneurs
- Rajadamnern Stadium
  - 1989 Rajadamnern Stadium super flyweight (105 lbs) champion
  - 1991 Rajadamnern Stadium featherweight (126 lbs) champion (5 defenses)
  - 1993 Rajadamnern Stadium super featherweight (130 lbs) champion (1 defense)
- Isuzu Cup
  - 1991 Isuzu Cup tournament winner[2]
- Sports Writers Association of Thailand
  - 1992 fight of the year (vs Namkabuan Nongkeepahuyuth)
  - 2000 fight of the year (vs Jean-Charles Skarbowsky)

## Biographie et carrière
Robert Kaennorasing est né dans un petit village proche de Khon Kaen dans la province d'Isan. Il a débuté le Muay Thai à 12 ans dans son village avec son petit frère Rolex au Kaennorasing gym. Il combattait alors sous le nom d'"Adisak Kaennorasing". Robert a effectué environ 70 combats pour le Kaennorasing gym avant d'intégrer le célèbre camp Jockygym à Bangkok dans le quartier de Bang Pho à 15 ans, aux côtés d'autres futurs champions tels que Somluck Kamsing , Saenchai et bien d'autres. Le Jockygym était alors la plus grande source de formation de grands champions de boxe thaïlandaise.
Il a effectué près de 200 combats à Bangkok dans les plus grands stadiums. Il a environ 170 victoires sur 200 combats et 3 matchs nuls.
Il a été un phénomène de la discipline, gagnant de grands matchs dans de prestieuses rencontres, avec une grande maîtrise, faisant les titres de la presse de Thaïlande.
Les fans le surnomment alors "the destructive front kick". Son style de boxe technique et élégant était très apprécié des fans et connaisseurs.
Aussi son Ram Muay, la danse précédent le combat de Muay Thai était du style dit de l'archer et était apprécié des aficionados.
Parallèlement à ses titres de champion, son combat contre le champion Namkabuan Nongkeepahuyuth a été élu plus beau combat de l'année 1992. Et son combat contre Jean-Charles Skarbowsky a été élu le plus beau de l'an 2000.
Il combattra en fin de carrière au Japon, à Las Vegas et Hong Kong.
A l'arrêt de sa carrière professionnelle et fort de sa grande maîtrise, Robert devient entraîneur au Jocky gym et plus tard au Skarbowsky gym à Paris.